# Viva Las Vengeance Tour
Die Viva Las Vengeance Tour war die Tour der US-amerikanischen Pop-Rock-Band Panic! at the Disco. Die Tour begann am 8. September 2022 in Moody Center in Austin, Texas und endete am 10. März 2023 in der AO Arena in Manchester, Vereinigtes Königreich.
Die Band hat am 24. Januar 2023 bekanntgegeben, dass diese Tournee die letzte Tour der Band sein wird, da diese sich anschließend auflöst.

## Setlist
Diese Setlist wurde anhand des Konzerts am 8. September 2022 in Austin zusammengestellt. Veränderungen in der Setlist werden unten in den Notizen vermerkt.
1. Say Amen (Saturday Night)
2. Hey Look Ma, I Made It
3. Don’t Threaten Me With A Good Time
4. This Is Gospel
5. Miss Jackson
6. Into The Unknown
7. Emperor’s New Clothes
8. Viva Las Vengeance
9. Middle Of A Breakup
10. Don’t Let The Light Go Out
11. Local God
12. Star Spangled Banger
13. God Killed Rock And Roll
14. Say It Louder
15. Sugar Soaker
16. Something About Maggie
17. Sad Clown
18. All By Yourself
19. Do It To Death
20. Girls/Girls/Boys
21. House Of Memories
22. Nine In The Afternoon
23. Death Of A Bachelor
24. I Write Sins Not Tragedies
25. Victorious
26. High Hopes

### Notizen
- Nach der Show in Houston am 10. September 2022 wurde Into the Unknown aus der Setlist entfernt, da Urie im Vorfeld erkrankt ist. Es wurden keine Informationen darüber bekannt gegeben, ob der Song erneut hinzugefügt wird.

## Venues
| Datum                     | Stadt                     | Land                      | Arena                     | Opening Act(s)                 | Besucher                  | Einnahmen                 |
| Abschnitt 1 — Nordamerika | Abschnitt 1 — Nordamerika | Abschnitt 1 — Nordamerika | Abschnitt 1 — Nordamerika | Abschnitt 1 — Nordamerika      | Abschnitt 1 — Nordamerika | Abschnitt 1 — Nordamerika |
| ------------------------- | ------------------------- | ------------------------- | ------------------------- | ------------------------------ | ------------------------- | ------------------------- |
| 8. September 2022         | Austin                    | USA                       | Moody Center              | Beach Bunny Jake Wesley Rogers | —                         | —                         |
| 10. September 2022        | Houston                   | USA                       | Toyota Center             | Beach Bunny Jake Wesley Rogers | —                         | —                         |
| 11. September 2022        | Fort Worth                | USA                       | Dickies Arena             | Beach Bunny Jake Wesley Rogers | —                         | —                         |
| 13. September 2022        | Kansas City               | USA                       | T-Mobile Center           | Beach Bunny Jake Wesley Rogers | —                         | —                         |
| 14. September 2022        | Saint Paul                | USA                       | Xcel Energy Center        | Beach Bunny Jake Wesley Rogers | —                         | —                         |
| 20. September 2022        | Detroit                   | USA                       | Little Caesars Arena      | Marina Jake Wesley Rogers      | —                         | —                         |
| 21. September, 2022       | Columbus                  | USA                       | Nationwide Arena          | Marina Jake Wesley Rogers      | —                         | —                         |
| 23. September 2022        | New York City             | USA                       | Madison Square Garden     | Marina Jake Wesley Rogers      | —                         | —                         |
| 28. September 2022        | Boston                    | USA                       | TD Garden                 | Marina Jake Wesley Rogers      | —                         | —                         |
| 30. September 2022        | Philadelphia              | USA                       | Wells Fargo Center        | Marina Jake Wesley Rogers      | —                         | —                         |
| 1. Oktober 2022           | Washington, D.C.          | USA                       | Capital One Arena         | Marina Jake Wesley Rogers      | —                         | —                         |
| 2. Oktober 2022           | Raleigh                   | USA                       | PNC Arena                 | Marina Jake Wesley Rogers      | —                         | —                         |
| 4. Oktober 2022           | Sunrise                   | USA                       | FLA Live Arena            | Marina Jake Wesley Rogers      | —                         | —                         |
| 5. Oktober 2022           | Tampa                     | USA                       | Amalie Arena              | Marina Jake Wesley Rogers      | —                         | —                         |
| 7. Oktober 2022           | Duluth                    | USA                       | Gas South Arena           | Marina Jake Wesley Rogers      | —                         | —                         |
| 8. Oktober 2022           | Nashville                 | USA                       | Bridgestone Arena         | Marina Jake Wesley Rogers      | —                         | —                         |
| 9. Oktober 2022           | St. Louis                 | USA                       | Enterprise Center         | Marina Jake Wesley Rogers      | —                         | —                         |
| 11. Oktober 2022          | Denver                    | USA                       | Ball Arena                | Marina Jake Wesley Rogers      | —                         | —                         |
| 13. Oktober 2022          | Salt Lake City            | USA                       | Vivint Arena              | Marina Jake Wesley Rogers      | —                         | —                         |
| 15. Oktober 2022          | Portland                  | USA                       | Moda Center               | Marina Jake Wesley Rogers      | —                         | —                         |
| 16. Oktober 2022          | Seattle                   | USA                       | Climate Pledge Arena      | Marina Jake Wesley Rogers      | —                         | —                         |
| 19. Oktober 2022          | Inglewood                 | USA                       | Kia Forum                 | Marina Jake Wesley Rogers      | —                         | —                         |
| 21. Oktober 2022          | Las Vegas                 | USA                       | T-Mobile Arena            | Marina Jake Wesley Rogers      | —                         | —                         |
| 23. Oktober 2022          | Phoenix                   | USA                       | Footprint Center          | Marina Jake Wesley Rogers      | —                         | —                         |
| 25. Oktober 2022          | San Francisco             | USA                       | Chase Center              | Marina Jake Wesley Rogers      | —                         | —                         |
| 28. Oktober 2022          | Chicago                   | USA                       | United Center             | Marina Jake Wesley Rogers      | —                         | —                         |
| Abschnitt 2 — Europa      |                           |                           |                           |                                |                           |                           |
| 20. Februar 2023          | Wien                      | Österreich                | Wiener Stadthalle         | Fletcher                       | —                         | —                         |
| 21. Februar 2023          | München                   | Deutschland               | Olympiahalle              | Fletcher                       | —                         | —                         |
| 23. Februar 2023          | Hamburg                   | Deutschland               | Barclays Arena            | Fletcher                       | —                         | —                         |
| 24. Februar 2023          | Köln                      | Deutschland               | Lanxess Arena             | Fletcher                       | —                         | —                         |
| 25. Februar 2023          | Rotterdam                 | Die Niederlande           | Rotterdam Ahoy            | Fletcher                       | —                         | —                         |
| 28. Februar 2023          | Antwerpen                 | Belgien                   | Sportpaleis               | Fletcher                       | —                         | —                         |
| 1. März 2023              | Paris                     | Frankreich                | Accor Arena               | Fletcher                       | —                         | —                         |
| 3. März 2023              | Glasgow                   | Schottland                | OVO Hydro                 | Fletcher                       | —                         | —                         |
| 4. März 2023              | Birmingham                | England                   | Utilita Arena             | Fletcher                       | —                         | —                         |
| 6. März 2023              | London                    | England                   | The O2 Arena              | Fletcher                       | —                         | —                         |
| 7. März 2023              | London                    | England                   | The O2 Arena              | Fletcher                       | —                         | —                         |
| 10. März 2023             | Manchester                | England                   | AO Arena                  | Fletcher                       | —                         | —                         |
| Total                     | Total                     | Total                     | Total                     | Total                          | —                         | —                         |

### Verschobene Shows
| Originaldatum      | Stadt   | Land | Arena         | Grund                               | Neues Datum |
| ------------------ | ------- | ---- | ------------- | ----------------------------------- | ----------- |
| 17. September 2022 | Chicago | USA  | United Center | Positiver COVID-19-Test in der Crew | 28. Oktober |

### Annullierte Shows
| Originaldatum      | Stadt     | Land   | Arena            | Grund |
| ------------------ | --------- | ------ | ---------------- | --- |
| 16. September 2022 | Milwaukee | USA    | Fiserv Forum     | Arena hatte zeitlich keinen Platz für die Verschiebung der Show wegen eines positiven COVID-19-Tests in der Crew |
| 25. September 2022 | Toronto   | Kanada | Scotiabank Arena | Logistische Probleme                                                                                             |
| 27. September 2022 | Montreal  | Kanada | Centre Bell      | Logistische Probleme                                                                                             |

## Personal
| Name                | Instrument                 |
| ------------------- | -------------------------- |
| Panic! At The Disco |                            |
| Brendon Urie        | Gesang                     |
| Nicole Row          | Bass, Hintergrundgesang    |
| Dan Pawlovich       | Schlagzeug                 |
| Mike Naran          | Gitarre, Hintergrundgesang |
| Andere Musiker      |                            |
| Mike Viola          | Gitarre, Hintergrundgesang |
| Jake Sinclair       | Gitarre, Hintergrundgesang |
| Rachel White        | Gitarre, Hintergrundgesang |
| Desiree Hazley      | Violine                    |
| Leah Metzler        | Cello                      |
| Chris Bautista      | Trompete                   |
| Erm Navarro         | Posaune                    |
| Jesse Molloy        | Saxophon                   |